# Shane Carwin
Shane Bannister Carwin (Greeley, Colorado, 4 de enero de 1975) es un artista marcial mixto estadounidense que compitió en la categoría de peso pesado en Ultimate Fighting Championship. En esta organización llegó a poseer el título interino de peso pesado, el cual perdió en la unificación ante Brock Lesnar.

## Carrera en artes marciales mixtas
Carwin ganó sus primeras ocho peleas en el primer asalto y se convirtió en el campeón de peso pesado de Ring of Fire antes de firmar con UFC. Carwin entrenaba con el Grudge Fight Team. Shane tenía su base en Greeley, Colorado, y entrenaba con el entrenador Trevor Wittman en Grudge Training Center.

### Ultimate Fighting Championship
El 24 de mayo de 2008, Carwin hizo su debut en UFC 84 frente a Christian Wellisch. Carwin ganó la pelea por nocaut a los 44 segundos de comenzar el combate.
El 18 de octubre de 2008, Carwin se enfrentó a Neil Wain en UFC 89. Carwin ganó la pelea por nocaut técnico en poco más de un minuto.
Carwin se enfrentó a Gabriel Gonzaga el 7 de marzo de 2009 en UFC 96. Carwin ganó la pelea por nocaut técnico en la primera ronda.

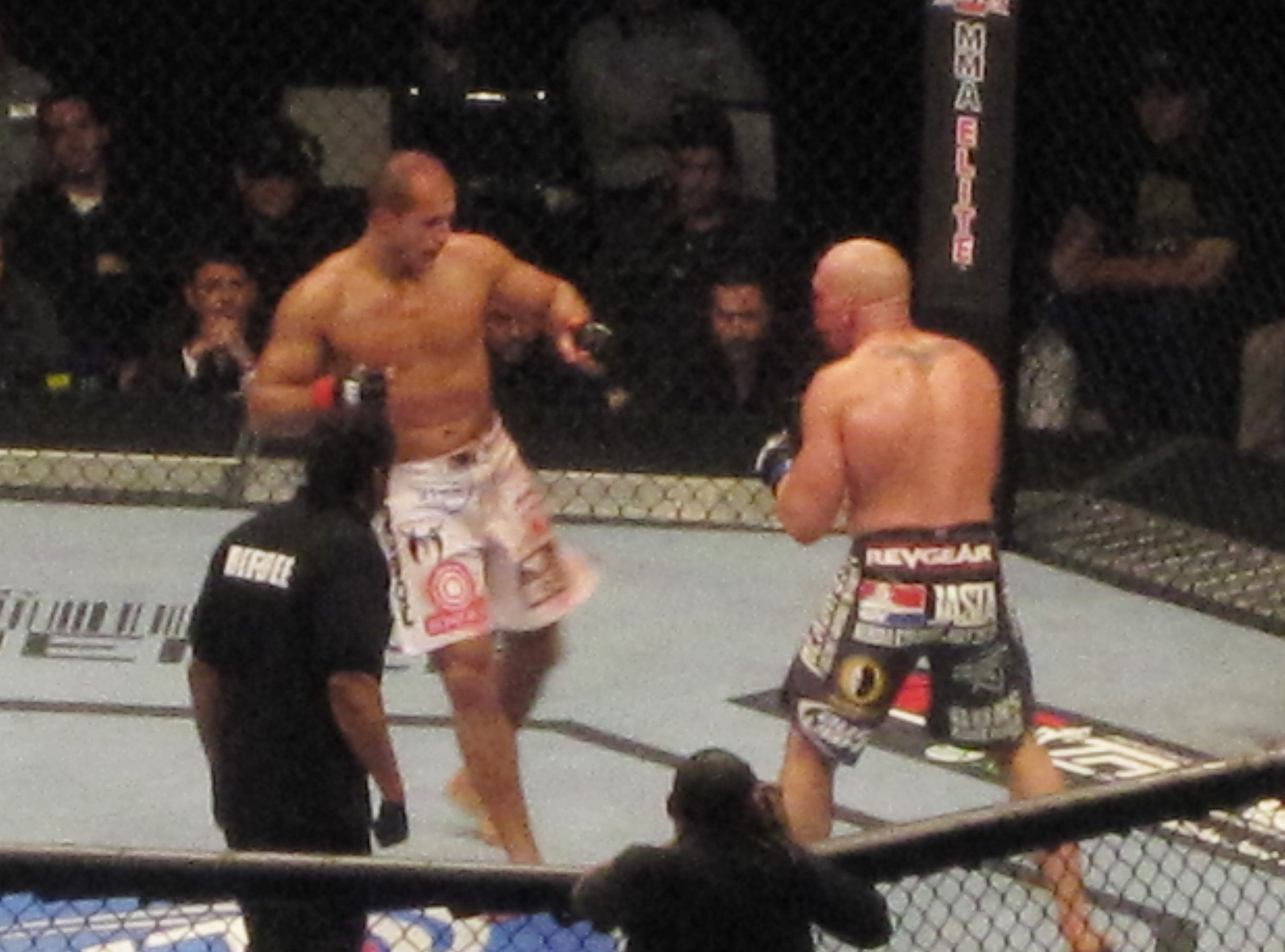
Carwin (derecha) frente a dos Santos en UFC 131.

El 27 de marzo de 2010, Carwin se enfrentó a Frank Mir en UFC 111, cuyo ganador definiría al campeón interino. Carwin ganó la pelea por nocaut en la primera ronda, ganando así el premio al KO de la Noche y el campeonato.
Carwin se enfrentó a Brock Lesnar por la unificación del título el 3 de julio de 2010 en UFC 116. Carwin perdió la pelea por sumisión en la segunda ronda, tras haber dominado a Lesnar en toda la primera con sus duros golpes.
El 11 de junio de 2011, Carwin se enfrentó a Júnior dos Santos en UFC 131. Carwin perdió la pelea por decisión unánime, tras haber sido dominado todo el combate.
Después de una larga ausencia, Carwin anunció su retiro de las AMM por sus severas lesiones en su cuenta de Twitter el 7 de mayo de 2013.

## Vida personal
Carwin y sus dos hermanos fueron criados por su madre, quien tenía el objetivo de que todos se graduaran de la universidad. Comenzó a entrenar lucha libre a los 6 años. Obtuvo su título en ingeniería mecánica de la Colorado School of Mines junto con un título en tecnología ambiental de Western State College.
Carwin compitió en lucha libre en la universidad, obteniendo dos veces el título NCAA Division II Wrestling National Runner-Up como peso pesado en 1996-97 y el NCAA II Wrestling Heavyweight National Champion en 1999. También obtuvo dos veces el All-American en football jugando para Western State y fue elegido para participar en el Senior Bowl.
Carwin tiene una esposa llamada Lani y un hijo llamado Kamden de su anterior matrimonio. La pareja tiene una hija, Alexia, nacida el 24 de febrero de 2010.

## Campeonatos y logros
- Ultimate Fighting Championship
  - Campeón Interino de Peso Pesado (Una vez)
  - KO de la Noche (Una vez)

- Ring of Fire
  - Campeón de Peso Pesado (Una vez)

## Registro en artes marciales mixtas
| Resultado | Récord | Oponente            | Método                             | Evento                         | Fecha                    | Ronda | Tiempo | Localización         | Notas                                                              |
| --------- | ------ | ------------------- | ---------------------------------- | ------------------------------ | ------------------------ | ----- | ------ | -------------------- | ------------------------------------------------------------------ |
| Derrota   | 12–2   | Júnior dos Santos   | Decisión (unánime)                 | UFC 131                        | 11 de junio de 2011      | 3     | 5:00   | Vancouver            | Eliminatoria por el título.                                        |
| Derrota   | 12–1   | Brock Lesnar        | Sumisión (arm-triangle choke)      | UFC 116                        | 3 de julio de 2010       | 2     | 2:19   | Las Vegas, Nevada    | Por el Campeonato de Peso Pesado de UFC.                           |
| Victoria  | 12–0   | Frank Mir           | KO (golpes)                        | UFC 111                        | 27 de marzo de 2010      | 1     | 3:48   | Newark, Nueva Jersey | Ganó el Campeonato Interino de Peso Pesado de UFC; KO de la Noche. |
| Victoria  | 11–0   | Gabriel Gonzaga     | TKO (golpes)                       | UFC 96                         | 7 de marzo de 2009       | 1     | 1:09   | Columbus, Ohio       |                                                                    |
| Victoria  | 10–0   | Neil Wain           | TKO (golpes)                       | UFC 89                         | 18 de octubre de 2008    | 1     | 1:31   | Birmingham           |                                                                    |
| Victoria  | 9–0    | Christian Wellisch  | KO (golpe)                         | UFC 84                         | 24 de mayo de 2008       | 1     | 0:44   | Las Vegas, Nevada    | UFC debut.                                                         |
| Victoria  | 8–0    | Sherman Pendergarst | TKO (golpes)                       | ROF 31: Undisputed             | 1 de diciembre de 2007   | 1     | 1:41   | Broomfield, Colorado | Ganó el Campeonato de Peso Pesado de Ring of Fire.                 |
| Victoria  | 7–0    | Rex Richards        | Sumisión (guillotine choke de pie) | Art of War 4                   | 27 de octubre de 2007    | 1     | 1:24   | Tunica, Misisipi     |                                                                    |
| Victoria  | 6–0    | Rick Slaton         | KO (golpe)                         | ROF 30: Domination             | 15 de septiembre de 2007 | 1     | 0:49   | Broomfield, Colorado |                                                                    |
| Victoria  | 5–0    | Chris Guillen       | Sumisión (rear-naked choke)        | Ultimate Texas Showdown 6      | 24 de junio de 2006      | 1     | 0:29   | Frisco, Texas        |                                                                    |
| Victoria  | 4–0    | Justice Smith       | TKO (golpes)                       | Extreme Wars 3: Bay Area Brawl | 3 de junio de 2006       | 1     | 0:31   | Oakland, California  |                                                                    |
| Victoria  | 3–0    | Jay McCown          | Sumisión (rear-naked choke)        | Ultimate Texas Showdown 5      | 29 de abril de 2006      | 1     | 1:31   | Texas                |                                                                    |
| Victoria  | 2–0    | Casey Jackson       | Sumisión (guillotine choke)        | Extreme Wars 2: X-1            | 28 de marzo de 2006      | 1     | 0:22   | Honolulu, Hawái      |                                                                    |
| Victoria  | 1–0    | Carlton Jones       | Sumisión (golpes)                  | WEC 17                         | 14 de octubre de 2005    | 1     | 2:11   | Lemoore, California  |                                                                    |